# Талькохлорит
Талькохлори́т — природный строительный и декоративный материал, горная порода метаморфического происхождения, состоящая из талька (40—50 %), магнезита (40—50 %) и хлорита (5—8 %); минеральный и химический состав непостоянны. Камень серого цвета, непрозрачный, в зависимости от примесей — белый, коричневый, с зеленоватым или желтоватым оттенком, а также (реже) красный или тёмно-вишнёвый. Блеск — матовый, шелковистый. Твёрдость от 1 до 5,5. Плотность ~ 2,75. В природе встречается в виде пластовых залежей.

## Синонимы
Кроме названия талькохлорит, часто употребляются синонимы: тальковый камень, талькокарбонат, талькомагнезит, а также мыльный камень (дословный перевод английского Soapstone), гусиное мыло, жировик или стеатит (французское Stéatite). Существуют также ряд названий по области применения: печной камень, горшечный камень.

## Технические свойства
- Точка плавления 1630—1640 °C
- Удельная теплоёмкость 0,98 кДж/кг°C
- Теплопроводность 6 Вт/м°C
- Тепловое расширение 0,001 %/°C

## Месторождения и добыча

### Месторождения
На данный момент имеется более 100 разведанных месторождений талькохлорита в Финляндии. Самые крупные залежи находятся на территории Восточной Финляндии. Эти залежи разрабатываются ещё с того времени, когда Финляндия входила в состав Российской империи (1809—1917), добыча велась акционерным обществом Вуолукиви-Тельстен (от финского и шведского названий талькохлорита «vuolukivi» и «täljsten», соответственно). Финский геолог Бенжамин Фростерус, один из учредителей компании Finska Täljsten Ab (Suomen Vuolukivi Oy), открыл месторождение в Нунналахти, являющееся одним из лучших в мире по качеству и величине запасов. На этой территории сейчас добывается основное количество камня. Месторождения талькохлорита разрабатываются также в России, Индии, США и Бразилии. Из мыльного камня построен кафедральный собор в Тронхейме, его добывали из близлежащих каменоломен. Название камня происходит из свойств талька, входящего в его состав — он очень гладкий, почти скользкий, даже сухой.

### Добыча в России
В России изделия из талькохлорита промышленно производятся в Карелии. На территории Карелии (тогда Олонецкой губернии) талькохлорит начали добывать в начале XVIII века, что связано со строительством металлургических заводов, и первое применение в России талькохлорит нашел в металлургической промышленности. В течение второй половины XX века карельскими учёными был изучен талькохлорит месторождений горной гряды, протянувшейся от Финляндии до Медвежьегорска в Карелии. В последнее время по программе TASIS финскими и карельскими специалистами продолжается углублённое изучение карельского талькохлорита (месторождение Каллиева-Муренваару). Ведётся также добыча талькохлорита на Урале (Шабровское месторождение Свердловской области).

## Применение
Талькохлорит — камень, известный людям многие тысячелетия. Использовался для изготовления резных изделий (обычно в этом случае материал называют стеатит, а не талькохлорит). В частности, из него изготовлены некоторые фигурки палеолитических венер, хранящиеся в археологическом музее Ираклиона вазы и другие изделия. Из талькохлорита изготавливают также посуду (сковороды, горшки, стопки и т. д.). Камень легко окрашивается, причём подкрашенный талькохлорит иногда выдают за нефрит, хотя он сильно отличается по прочности.

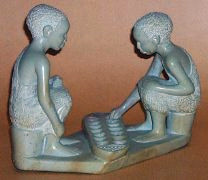
Фигурки из стеатита (Африка)

Благодаря лёгкости обработки, долговечности, является прекрасным строительным и облицовочным огнеупорным материалом, обладает высокой теплоёмкостью и теплопроводностью. Последние свойства обусловили его использование для устройства лежаков, стен, а также в облицовке и кладке печей и каминов. Талькохлорит делают лучшим печным материалом его исключительные свойства. Он выдерживает температуру до 1600 °C, а за счёт высокой теплоёмкости максимально аккумулирует тепловую энергию и долго и равномерно её отдаёт.
Химическая устойчивость камня исключительно высока. Он не подвержен воздействию даже сильных кислот, его поверхность могут разъедать только очень сильные щёлочи.
Для строительства талькохлорит используется в виде плит, специальных изделий, щебня и порошка: кирпичи из талькохлорита применяют для футеровки печей, в том числе цементных. Кирпичи и плиты используют также для кладки или облицовки бытовых печей, каминов, для строительства тёплых полов и стен в бассейнах, саунах, жилых помещениях; порошок из талькохлорита, разведённый жидким стеклом — применяется как клей для кладки вышеперечисленных изделий. Как наполнитель, порошок из талькохлорита повышает жаростойкость и морозостойкость специальных смесей. Щебень применяется для производства жаропрочного бетона и изделий из него для полной или частичной замены керамических и огнеупорных кирпичей в кладках печей.
Также талькохлорит используется для производства камней для виски, используемых для охлаждения напитков без изменения их вкуса.
Из талькохлорита (и железобетона) изготовлена и знаменитая статуя Христа-Искупителя с распростёртыми руками на вершине горы Корковаду в Рио-де-Жанейро.
Цельнокаменная посуда, изготавливаемая из талькохлорита, обладает хорошими теплопроводными качествами, антипригарными свойствами и сохраняет температуру в течение 2-х часов, требует специальной подготовки и обращения. Часто посуду оборудуют дополнительными металлическими ручками для прочности.